# Tachinus scapularis
Tachinus scapularis är en skalbaggsart som beskrevs av Stephens 1832. Tachinus scapularis ingår i släktet Tachinus, och familjen kortvingar. Arten har ej påträffats i Sverige.